# Mycetophila oratorila
Mycetophila oratorila är en tvåvingeart som beskrevs av Wu och Yang 1997. Mycetophila oratorila ingår i släktet Mycetophila och familjen svampmyggor. Inga underarter finns listade i Catalogue of Life.